# صخر بن مسافر
صخر بن مسافر الأموي هو شيخ يجله اليزيديون ويعتبرونه من قديسي طائفتهم وهو شقيق عدي بن مسافر، شغل ابنه عدي زعامة اليزيدية بعد وفاة عدي بن مسافر الذي لم يكن له أبناء.
يعتقد أنه ولد في بعلبك كما ولد أخوه عدي في تلك المدينة.